# Alicia Bertone
Alicia L. Bertone és una acadèmica, investigadora i veterinària nord-americana. És vice-preposta d'estudis de postgrau i és titular de la càtedra degana dotada ENGIE-Axium de la Graduate School de la Universitat Estatal d'Ohio. Bertone és professora de ciències clíniques veterinàries i, com a càtedra dotada de Trueman, va crear i dirigir el laboratori de recerca ortopèdica comparada de la Universitat.
Centrant-se clínicament en la cirurgia ortopèdica, Bertone ha publicat més de 185 treballs de recerca sobre medicina ortopèdica comparada, medicina regenerativa i teràpia gènica per al tractament de lesions de cartílag i reparació òssia. Està afiliada al Laboratori d'Investigació Ortopèdica Comparada, que se centra en la traducció progressiva de ciències bàsiques en l'àmbit de l'enginyeria molecular, la teràpia cel·lular, les teràpies orto-biològiques, així com models clíniques i clíniques d'ortopèdia regenerativa per a animals clíniques i clíniques. Va dissenyar i patentar el primer microarray equí comercial. Bertone està associat a Orthopedic Research Society i va fer contribucions del grup a Pfizer Global Research and Development, European Veterinary Orthopedic Society i British Equine Veterinary Association.
Bertone és membre de la junta de l'Orthopedic Foundation i és membre actiu d'iniciatives d'investigació de l'estat d'Ohio i CVM, com ara fundador del Consorci per a l'avanç de la ciència i la locomoció neuromusculoesquelètiques.

## Educació
Bertone Va començar la seva educació inicial en els Arts Bons a l'Escola de Ballet americà dins Nova York i més tardà transitioned a les ciències. Va estudiar a Cornell Universitat i va rebre el seu B.S. Grau dins Ciències de Vida amb Honors, i el seu D.V.M Grau, dins 1977 i 1982, respectivament. Sigui llavors matriculat a Colorado Universitat Estatal on va completar el seu M.S. Grau dins Patologia dins 1986, i el seu Ph.D. Grau en Biomedical Ciències l'any següent. Dins 2001, Bertone va completar una Companyonia de NIH a Harvard dins Teràpia de Gen del Centre per Ortopèdia Molecular.

## Carrera
Després dels seus estudis de doctorat, Bertone va ensenyar breument a la Universitat Estatal de Louisiana com a professora adjunta de ciències clíniques abans d'incorporar-se al Col·legi de Medicina Veterinària de la Universitat Estatal d'Ohio el 1989 com a professora adjunta de Ciències Clíniques Veterinàries. Va ser ascendida a professora associada el 1993 i es va convertir en professora el 1997. També està associada al Departament d'Ortopèdia de la Universitat com a professora adjunta.
Bertone també ha tingut diverses cites administratives i clíniques. A la Ohio State University, va ser nomenada presidenta de la família Trueman a la Facultat de Medicina Veterinària per dos mandats consecutius. Des del 2007 fins al 2013, va dirigir la indústria de recerca al Centre de Medicina Esportiva OSU i va ser nomenada presidenta del Comitè d'Educació Postprofessional el 2011
Bertone va ser elegit membre del President & Provost's Leadership Institute el 2017. És viceminista d'estudis de postgrau. Bertone també ocupa la càtedra de degà dotada ENGIE-Axium.
Bertone va ser membre de la Junta de Regents del Col·legi Americà de Cirurgia Veterinària del 2008 al 2011 i és delegat veterinari de la Federation Equestrian Internationale des del 2013.

## Recerca
Bertone està especialitzat en ortopèdia equina, medicina esportiva i ciències de la medicina regenerativa ortopèdica. Ha publicat més de 185 treballs de recerca sobre medicina ortopèdica comparada, medicina regenerativa i teràpia gènica per al tractament de lesions de cartílag i reparació òssia.

### Teràpia gènica i de cèl·lules mare per a la reparació òssia i lesions del cartílag
Bertone juntament amb el seu doctorat. estudiants, van estudiar l'ús de trasplantaments sinovials d'enginyeria genètica per induir un efecte anabòlic local sobre la curació del cartílag in vitro i in vivo. Aquest enfocament es pot traduir fàcilment a un lliurament artroscòpic. Ella i els seus col·legues van estudiar un enfocament farmacològic per reduir el dolor i la inflamació òssia a nivell cel·lular i immunològic. Bertone també va descobrir un baix percentatge de cèl·lules manipulades genèticament necessàries per a la generació robusta de cartílag.
Bertone va estudiar la curació de les osteotomies ulnars bilaterals del conill després de la cirurgia, en resposta a la injecció percutània de vector de proteïna morfogenètica òssia adenoviral (Ad) transgènica (BMP-6). Va trobar que el BMP-6 era osteoinductiu in vivo, donant lloc a l'acceleració de la reparació òssia. Va dur a terme un estudi per investigar la viabilitat de la diferenciació osteogènica de cèl·lules mare mesenquimàtiques derivades de la medul·la òssia mitjançant dos gens BMP i sistemes de cultiu d'alginat 3D. Les seves investigacions van indicar que la transducció de BMDMSC amb proteïnes morfogenètiques òssies-2 o -6 pot accelerar la diferenciació osteogènica i la mineralització de les cèl·lules mare al cultiu. També va aconseguir la reparació de fractures articulars in vivo mitjançant la injecció directa de cèl·lules mare transducides amb BMP-2, no obstant això, es va trobar que el tractament era insuficient per proporcionar una reparació osteocondral de qualitat a llarg termini.

### Malaltia de junta
Bertone va publicar un assaig clínic que va servir com a document emblemàtic que informava de la màxima exigència de les normes reguladores de la FDA en medicina veterinària. Va investigar la resposta articular, limfàtica i PBMC a les injeccions articulars no autòlegs de cèl·lules mare no manipulades i manipulades. El 2007, Bertone va publicar un dels primers articles que demostrava que les cèl·lules mare d'enginyeria molecular podrien regenerar el cartílag in vivo. També va completar assajos clínics de teràpia de cèl·lules i plaquetes autòlegs en gossos i cavalls.
Bertone va estudiar la resposta de l'articulació equina després d'una lesió repetitiva i el període de descans juntament amb els processos fisiològics implicats en la reparació del dany. Va destacar els canvis i les interaccions complexes a l'articulació durant el procés inflamatori i les modalitats terapèutiques disponibles. Va dur a terme un estudi per avaluar diverses citoquines i eicosanoides del líquid sinovial per al diagnòstic de malalties articulars i categories de malalties articulars. Va trobar que la interleucina-6 era una prova de detecció eficient de la presència de malalties articulars quan la coixesa és difícil d'identificar. Bertone va dur a terme assaigs clínics controlats aleatoris per comparar l'eficàcia de les formulacions de pasta de firocoxib i fenilbutazona en cavalls amb artrosi i va trobar efectes comparables d'ambdós medicaments. Va publicar un document a principis de la dècada del 2010 sobre la reducció de la senyalització interleucina-1β (IL-1β) mitjançant la reducció de transcripcions basades en la interferència d'ARN i el mètode de bloqueig de receptors, i la quantificació dels canvis produïts en l'expressió de transcripcions de mediadors addicionals. Va proporcionar evidències del paper in vivo de la IL-1β en l'artrosi espontània.

## Premis / distincions
- 2004 - Premi Pfizer Research, Facultat de Medicina Veterinària de la Universitat Estatal d'Ohio
- 2014 - Premi Charles C. Capen a l'excel·lència docent per a postgrau, OSUCVM[25]
- 2017 - Consell assessor de dones i presidentes i prepostes, Ohio State University[9]